# 托米·巴斯托
托米·巴斯托（英語：Tommy Bastow，1991年8月26日—）是英國的一位演員。他最著名的作品是在青春愛欲吻中飾演Dave角色。

## 外部連結
- 托米·巴斯托在互联网电影资料库（IMDb）上的資料（英文）